# Cratere Virga
Virga  è un cratere sulla superficie di Venere.